# Церква Пресвятого Серця Христового (Заліщики)
Церква Пресвятого Серця Христового в Заліщиках — парафія і храм греко-католицької громади Заліщицького деканату Бучацької єпархії Української греко-католицької церкви в місті Заліщиках Чортківського району Тернопільської области.

## Історія церкви
У 1993 році парафіяни міста Заліщики, які не вміщалися в храмі Покрови Пресвятої Богородиці, вирішили збудувати нову церкву. 27 червня 1993 року освятили наріжний камінь для майбутнього храму. Чин освячення здійснив владика Івано-Франківської єпархії Софрон Дмитерко, який і запропонував назвати церкву на честь Пресвятого Серця Христового. Архітектором став Михайло Нетриб'як.
У вересні 1994 року розпочалося будівництво каплиці, яку освятили 8 листопада, і того ж року була утворена парафія. Будівництво церкви тривало з 1994 по 2002 рік.
У червні 2001 року, на храмове свято, парафію відвідав владика Бучацької єпархії Іриней Білик, який також зробив свій жертовний внесок у будівництво святині.
При парафії діють:
- Братство «Апостольство молитви»
- Спільнота «Матері в молитві»
- Вівтарна дружина (з 1994)

Також створено осередок благодійної організації «Карітас», налагоджено співпрацю з «Церквою в потребі» (Німеччина) та українською церковною громадою в Мельбурні (Австралія).

## Парохи
| Ім'я                | Роки                           | Коротка довідка | Світлини |
| ------------------- | ------------------------------ | --- | -------- |
| о. Олег Винницький  | 17 квітня 1995 — березень 2020 | Народився 6 листопада 1963 року в Теребовлі. Закінчив Теребовлянське культосвітнє училище, Інститут культури, Тернопільську духовну семінарію, Люблінський університет. Рукоположений 16 квітня 1995 року. Був парохом у селах Печорна, Зеленому Гаї, а також у м. Заліщики. Очолював Заліщицький деканат. Помер 6 квітня 2020 року після важкої хвороби COVID-19. |          |
| о. Роман Бронецький | з 24 вересня 2020              | |          |